# Jammy Schmidt
Pour les articles homonymes, voir Schmidt.
Benjamin Schmidt, dit Jammy Schmidt, né le 16 novembre 1872 à Crèvecœur-le-Grand (Oise) et mort le 22 janvier 1949 à Prayssac (Lot), est un homme politique français.

## Biographie
Fils d'un inspecteur du travail déjà impliqué dans la vie locale, qui est notamment le fondateur et directeur du Bonhomme picard, Jammy Schmidt s'engage en politique au tournant du siècle et devient membre du comité exécutif du parti radical en 1902. Élu maire de Crèvecœur-le-Grand en 1912, il le reste jusqu'en 1940 (à ce titre, il célèbre le mariage de Joséphine Baker et Jean Lion, le 30 novembre 1937). Il entre au Conseil général l'année suivante.
C'est à l'occasion d'une élection partielle, en avril 1921, qu'il entre au Palais Bourbon, où il siège au sein du groupe radical. Réélu en 1924 sous l'égide du Cartel des gauches, il est cette même année rapporteur du budget du ministère des Régions libérées, ce qui lui vaut d'être remarqué et nommé par le Président du Conseil Paul Painlevé, le 17 avril 1925, sous-secrétaire d'État au Budget, chargé des Régions Libérées, sous la houlette de Joseph Caillaux, alors ministre des Finances. Il occupe ce poste jusqu'au 28 novembre de la même année.
Réélu député en 1928 et 1932, il est vice-président de la commission d'enquête parlementaire qui travaille sur le 6 février 1934, et rapporteur du budget de l'Éducation physique en 1933 et 1934. Il participe aussi au débat sur les Jeux olympiques de Berlin.
En 1931, il est élu président du Conseil général de l'Oise, et le reste jusqu'à la suppression de cette assemblée par le régime de Vichy, en 1940. En 1932, il inaugura la salle du conseil de la préfecture de l'Oise, devenue après la construction d'un hôtel du département dans les années 1980, la « salle de l'hémicycle » où se réunissent de nombreuses commissions et conseils officiels.
En 1936, il est réélu député de l'Oise, sous l'égide du Front populaire et exerce pendant cette législature la fonction de Rapporteur général de la commission des finances.
Embarqué en juin 1940 sur le Massilia, il est arrêté et ne participe pas au vote donnant les pleins pouvoirs au maréchal Pétain.
Franc-maçon, Jammy Schmidt est membre du Conseil de l'ordre du Grand Orient de France.

## Publication
- Jammy Schmidt est l'auteur d'un ouvrage, Les grandes thèses radicales : de Condorcet à Édouard Herriot, publié en 1931 aux éditions des Portiques, 346 pages. Le livre est préfacé par Édouard Herriot.

## Hommage
- Une place de Beauvais porte son nom.

## Sources
- « Jammy Schmidt », dans le Dictionnaire des parlementaires français (1889-1940), sous la direction de Jean Jolly, PUF, 1960 [détail de l’édition]